# Фініксвіль (Пенсільванія)
Фініксвіль (англ. Phoenixville) — місто (англ. borough) в США, в окрузі Честер штату Пенсільванія. Населення — 18 602 особи (2020). Розташований за 45 км від Філадельфії.

## Географія
Фініксвіль розташований за координатами 40°8′7″ пн. ш. 75°31′19″ зх. д. / 40.13528° пн. ш. 75.52194° зх. д. (40.135361, -75.522062).  За даними Бюро перепису населення США в 2010 році місто мало площу 9,63 км², з яких 9,09 км² — суходіл та 0,55 км² — водойми.

## Демографія
Згідно з переписом 2010 року, у селищі мешкало 16 440 осіб у 7232 домогосподарствах у складі 3935 родин. Густота населення становила 1707 осіб/км².  Було 7699 помешкань (799/км²).
Расовий склад населення:
| - 81,9 % — білих - 8,6 % — чорних або афроамериканців - 3,5 % — азіатів - 0,2 % — вихідців з тихоокеанських островів - 0,2 % — корінних американців - 3,0 % — осіб інших рас |

До двох чи більше рас належало 2,6 %. Частка іспаномовних становила 7,4 % від усіх жителів.
За віковим діапазоном населення розподілялося таким чином: 20,3 % — особи молодші 18 років, 68,2 % — особи у віці 18—64 років, 11,5 % — особи у віці 65 років та старші. Медіана віку мешканця становила 35,1 року. На 100 осіб жіночої статі у селищі припадало 98,1 чоловіків;  на 100 жінок у віці від 18 років та старших — 95,7 чоловіків також старших 18 років.
Середній дохід на одне домашнє господарство  становив 68 143 долари США (медіана — 55 642), а середній дохід на одну сім'ю — 84 404 долари (медіана — 73 149). Медіана доходів становила 48 502 долари для чоловіків та 44 694 долари для жінок. За межею бідності перебувало 9,2 % осіб, у тому числі 14,4 % дітей у віці до 18 років та 7,9 % осіб у віці 65 років та старших.
Цивільне працевлаштоване населення становило 9523 особи. Основні галузі зайнятості: освіта, охорона здоров'я та соціальна допомога — 23,5 %, науковці, спеціалісти, менеджери — 17,6 %, виробництво — 11,4 %, роздрібна торгівля — 10,8 %.

## Відомі особистості
У поселенні народився:
- Раян Костелло (* 1976) — американський політик.